# فضيحة الاعتداء الجنسي الكاثوليكية في أبرشية سان دييغو
فضيحة الاعتداء الجنسي الكاثوليكية في أبرشية سان دييغو
فضيحة الاعتداء الجنسي الكاثوليكية في أبرشية سان دييغو هي حلقة هامة في سلسلة من حالات الاعتداء الجنسي الكاثوليكية في الولايات المتحدة وأيرلندا.
1. 1 2 3  "Abuse claims are settled for $198 million". 8 سبتمبر 2007.